# Nur eine Frau an Bord
Nur eine Frau an Bord (Originaltitel: The Sailor from Gibraltar) ist ein britisches Filmdrama in Schwarzweiß aus dem Jahr 1967 von Tony Richardson. Das Drehbuch wurde von ihm selbst – zusammen mit Christopher Isherwood und Don Magner – verfasst. Es beruht auf dem Roman Der Matrose von Gibraltar von Marguerite Duras. Die Hauptrollen sind mit Jeanne Moreau, Ian Bannen, Vanessa Redgrave und Orson Welles besetzt. Zum ersten Mal ins Kino kam der Film am 24. April 1967 in den Vereinigten Staaten von Amerika. In der Bundesrepublik Deutschland hatte er seine Premiere am 19. Mai 1967. 

## Handlung
Der englische Behördenangestellte Alan, mit sich selbst schon beinahe krankhaft unzufrieden und unausgefüllt sowohl im Leben als auch im Beruf, erkennt während seines Urlaubs in Italien, dass ihn auch mit seiner langjährigen Freundin keine tieferen Gefühle mehr verbinden. Er halftert das Mädchen in einem Küstendorf kurzerhand ab, als er der Aufmerksamkeit einer anderen Frau gewiss ist, nämlich der „Amerikanerin“ Anna. Diese – eigentlich eine Französin – hat als Stewardess auf einer Jacht deren reichen Eigner geheiratet, ist nun verwitwet und reist mit ihrem Segler ruhelos über alle Meere. Das Motiv ihrer unsteten Fahrt ist die Suche nach einem ihrer häufig wechselnden Geliebten, einem einst aus der Fremdenlegion geflohenen Mörder, den sie mit ihrem Schiff vor Gibraltar auffischte und der eben nicht nur als Matrose eine Zeitlang an Bord war. Alan nimmt nun vorerst dessen Stelle ein und geht gemeinsam mit Anna und der Mannschaft den mageren Spuren nach, die ein junger Inder ausfindet macht. Hat aber der „Matrose von Gibraltar“ wirklich jemals existiert? Er scheint ein Phantasiegebilde Annas zu sein, in dem sie alle ihre unerfüllten Wünsche und Sehnsüchte verkörpert sieht. Aber diese Frage wird im Film nicht mit letzter Sicherheit geklärt.
Der Film endet damit, dass die Suche durch die Person Alans Annas Erfüllung gefunden hat und echte Liebe aufgeblüht ist.

## Kritiken
Der Evangelische Film-Beobachter hat keine besonders gute Meinung von dem Werk: „Langatmige Form und verschwommene Deutung vernichten jegliches Gefallen an dieser prominent besetzten und ehrgeizig angelegten Romanverfilmung. Auch Erwachsenen nicht zu empfehlen.“ Das Lexikon des internationalen Films urteilt etwas wohlwollender: „Atmosphärisch dichte Verfilmung eines Romans von Marguerite Duras mit guten darstellerischen Leistungen.“